# Nicholas Scratch
Nicholas Scratch es un mago y supervillano ficticio que aparece en los cómics estadounidenses publicados por Marvel Comics. Es predominantemente un enemigo de Los 4 Fantásticos y un enemigo notable de Patsy Walker.
Nicholas Scratch apareció en la miniserie de Disney+ del Universo cinematográfico de Marvel (UCM) Agatha All Along (2024), interpretado por Abel Lysenko.

## Historial de publicaciones
Nicholas Scratch apareció por primera vez en Fantastic Four # 185 (agosto de 1977) y fue creado por Len Wein (escritor) y George Pérez (artista).
El nombre "Nicholas Scratch" es una amalgama de nombres coloquiales y eufemísticos para el diablo: "Viejo Nick" y "Viejo Scratch" o "Sr. Scratch" (como se usa en "El Diablo y Daniel Webster").

## Biografía ficticia
Nicholas Scratch es el hijo de Agatha Harkness y era un residente de la comunidad oculta de New Salem, Colorado, una comunidad secreta poblada por usuarios de magia.Agatha dejó la comunidad solitaria para vivir entre gente normal y, con el tiempo, incluso se convirtió en niñera de Franklin Richards, hijo de Reed y Sue Richards de los Cuatro Fantásticos. Scratch tuvo siete hijos, que llegarían a ser conocidos como los Siete de Salem. Scratch, ahora un brujo, se convirtió en el líder de New Salem y llevó a la comunidad a creer que había sido traicionada por Harkness a través de sus tratos con el mundo exterior. Las brujas de New Salem luego secuestraron a Agatha para su juicio y ejecución. También secuestraron a Franklin Richards en el proceso, lo que provocó que los Cuatro Fantásticos los siguieran de regreso a New Salem. Aunque inicialmente derrotados y capturados, los Cuatro escaparon y se enfrentaron a Scratch en el juicio de Harkness, donde estaba presente toda la comunidad de New Salem. Contrarrestaron las afirmaciones de Scratch contra Harkness explicando que no habían sabido de New Salem hasta que las acciones de Scratch los hicieron saber. Indignado, Scratch atacó, presionando a la comunidad en su contra. La comunidad de New Salem luego lo exilió y lo desterró a una dimensión conocida como Reino Oscuro.
Desde el Reino Oscuro, Scratch restauró los poderes de los Siete de Salem y tomó el control mental de los Cuatro Fantásticos. Intentó conquistar el mundo, pero fue frustrado y confinado al Reino Oscuro por Agatha Harkness. Desde el Reino Oscuro, más tarde tomó posesión mental de Franklin Richards. Hizo que los Siete de Salem se hicieran cargo de New Salem, pero fue derrotado por Agatha Harkness y Gabriel, el Cazador de Diablos. Los poderes de Scratch fueron eliminados por Harkness, dejándolo como un ser humano normal. Agatha Harkness finalmente repudió a Scratch como su hijo.
Más tarde, después de la destrucción de New Salem, Scratch resurgió en la ciudad de Centerville como "Alcalde Nicholas". La ciudad entera de Centerville y todos sus habitantes habían firmado un contrato como una versión de parque de diversiones de "America's Heartland Next-Door". Cuando Patsy Walker regresó a visitar su ciudad natal, descubrió que toda la población de la ciudad estaba poseída por demonios. Un equipo compuesto por los Vengadores y Thunderbolts ayudó a limpiar la ciudad, que aparentemente estaba siendo víctima de una intrincada conspiración compuesta por los desarrolladores del parque de atracciones, los Hijos de la Serpiente y los Siete de Salem. Después de derrotarlos, el equipo de Vengadores / Thunderbolts se fue, pero Patsy eligió permanecer en Centerville.
Pronto, Patsy descubrió que Scratch era el cerebro detrás de la constante inquietud de Centerville. Ella lo derrotó y lo acusó de servir a Mephisto, pero en respuesta, Scratch llamó a su verdadero nuevo maestro Dormammu. Al secuestrar a la Gata Infernal, Dormammu luego reveló sus planes de dominación a través de la conquista del Infierno, y que Scratch se convertiría en el Hechicero Supremo. Los planes de Dormammu fueron luego derrotados por los otros Señores del Infierno, lo que provocó que el Infierno se congelara. Dormammu luego huyó con Scratch.
Scratch no se había visto hasta que apareció en la historia de tres partes de The Resurrection of Nicholas Scratch en Marvel Knights 4, donde Scratch manipuló a los Siete de Salem y los Cuatro Fantásticos para lanzar Shuma-Gorath solo para los Cuatro Fantásticos, Diablo, Doctor Strange y sus propios hijos para derrotarlo a él y a Shuma-Gorath. Scratch fue desterrado al infierno, donde hizo una alianza con Mephisto.

## Poderes y habilidades
Scratch posee un enorme poder indeterminado mediante la manipulación de las fuerzas de la magia. Se ha teletransportado, ha disparado rayos de fuerza y energía y ha viajado entre dimensiones. También ha demostrado la capacidad de controlar e influir en las mentes. Tiene gárgolas animadas para servirle. Podía obtener más poder mediante el aprovechamiento de la energía extradimensional invocando entidades u objetos de poder que existen en dimensiones tangenciales a la de la Tierra a través de la recitación de hechizos. Tenía los poderes mentales del mesmerismo, la proyección de pensamientos, la proyección de ilusiones y la exploración mental. Durante un tiempo, Nicholas Scratch fue privado de sus poderes sobrenaturales por un hechizo lanzado por Agatha Harkness.
Scratch maneja el Bastón de Satanás, un objeto de poder místico que sirvió como foco de los poderes mágicos de Scratch, aunque podría emplear sus poderes sin el bastón. Usando el bastón, podría dirigir los poderes mágicos combinados de toda la comunidad de New Salem cuando le permitieran hacerlo.

## En otros medios

### Televisión
- Nicholas Scratch aparece en el episodio de The Avengers: United They Stand, "The Sorceress Apprentice" con la voz de Stephen Ouimette.[8]
- Nicholas Scratch aparece en la miniserie Agatha All Along (2024), interpretado por Abel Lysenko. Esta versión nació en la década de 1750 y estaba destinado a morir al nacer. Agatha Harkness lo salva al negociar con la Muerte para que lo críe durante seis años hasta que finalmente muera.[9]